# George Town SC
El George Town SC es un equipo de fútbol de las Islas Caimán que participa en la Liga de las Islas Caimán, la liga principal de fútbol en las islas.
Fue fundado en 1996 en la capital George Town.

## Palmarés
- Liga de las Islas Caimán: 3

1996/97, 1998/99, 2001/02
- Copa FA de las Islas Caimán: 4

1997/98, 2001/02, 2009/10, 2010/11

## Participación en competiciones de la CONCACAF
- Campeonato de Clubes de la CFU: 2 apariciones

2002 - Primera Ronda
2012 - Segunda Ronda
| Año  | Oponente              | Ida   | Vuelta |
| ---- | --------------------- | ----- | ------ |
| 2002 | Harbour View          | 0 - 3 | 1 - 7  |
| 2012 | Elite SC              | 2 - 1 |        |
| 2012 | North Village Rams    | 0 - 0 |        |
| 2012 | Caledonia AIA         | 0 - 5 |        |
| 2012 | Puerto Rico Islanders | 0 - 8 |        |